# Omeizaur
Omeizaur (Omeisaurus) – zauropod z rodziny euhelopów (Euhelopididae); jego nazwa znaczy „jaszczur z Omei (Emei Shan)”.
Gatunek żył w epoce późnej jury (ok. 154–144 mln lat temu) na terenach Azji. Długość ciała 10–15 m, wysokość ok. 4 m, masa ok. 4 t. Miał szczególnie długą szyję oraz ogon zakończony kostną maczugą wielkości piłki futbolowej (prawdopodobnie do obrony przed drapieżnikami). Jego szczątki znaleziono w Chinach, w skałach formacji Shaximiao.
Gatunki:
- Omeisaurus junghsiensis (Yang Zhongjian, 1939)
- Omeisaurus changskouensis (Yang Zhongjian, 1958)
- Omeisaurus fuxiensis (Dong, Zhou & Zhang, 1983)
- Omeisaurus jiaoi Jiang, Li, Peng i Ye, 2011
- Omeisaurus luoquanensis (He, Li & Cai, 1988)
- Omeisaurus maoianus (Tang, Jin, Kang, & Zhang, 2001)
- Omeisaurus tianfuensis (He, Li, Cai & Gao, 1984)